# Горошкіна Олена Миколаївна
Оле́на Микола́ївна Горо́́шкіна (нар. 2 листопада 1966, с. Кримське Слов’яносербського району Луганської області) – український мовознавець, педагог, доктор педагогічних наук (2006), професор, Відмінник освіти України, нагороджена знаком «Василь Сухомлинський».

## Життєпис
1987 - закінчила філологічний факультет Ворошиловградського державного педагогічного інституту за фахом — учитель української мови і літератури.
1988 - працювала в Луганському національному університеті — асистент, старший викладач, доцент, професор.
1997 — кандидат педагогічних наук, захист відбувся в Інституті педагогіки АПН України, 2000 — доцент кафедри української мови.
2005 року — доктор педагогічних наук, дисертація на тему «Методика навчання української мови в загальноосвітніх навчальних закладах ІІІ-го ступеня природничо-математичного профілю», захист в Національному педагогічному університеті ім. М. П. Драгоманова, спеціальність «Теорія і методика навчання української мови».
2005 – вчений секретар наукових досліджень у галузі лінгводидактики
2007 - завідувач кафедри української мови Луганського національного університету імені Тараса Шевченка.
Із 2014 року — професор кафедри української мови Київського університету імені Бориса Грініченка.
У науково-творчому доробку понад 150 науково-методичних праць, що стосуються проблем культури мовлення, лінгводидактики та риторики.

## Є співавтором
- концепцій когнітивної і комунікативної методики навчання української мови,
- концепції профільного навчання української мови,
- програми для старших класів рівня «Стандарт»,
- підручників «Українська мова» для 6 — 9 класів шкіл з російською мовою навчання, 10 та 11 класу рівня «Стандарт».
- 2002 — «Роль соціальних чинників у навчанні української мови», «Дивослово»,
- 2003 — «Культурологічний підхід до навчання української мови в школах природничо-математичного профілю», «Наука і освіта»,
- 2004 — «Лінгводидактичні засади навчання української мови в старших класах природничо-математичного профілю: монографія», Луганськ, «Альма-матер»,
- 2005 — «Методика навчання української мови в середніх освітніх закладах» — в співавторстві з С. О. Караманом та іншими,
- 2006 — «Концептуальні засади комунікативної методики навчання української мови» — разом з Марією Пентилюк та Аллою Нікітіною,
- 2006 — «Концепція навчання української мови в системі профільної освіти (проект)» — в тому ж складі,
- 2007 — «Українська мова: підручник для 7 класу загальноосвітніх навчальних закладів з російською мовою навчання» — разом з А. В. Нікітіною та Л. О. Поповою,
- 2010 — «Українська мова: підручник для 10 класу загальноосвітнього навчального закладу з навчанням українською мовою: рівень стандарту» — з М. І. Пентилюк та Л. О. Поповою,
- 2011 — «Українська мова: підручник для 11 класу загальноосвітнього навчального закладу з навчанням українською мовою: рівень стандарт» — разом з М. І. Пентилюк та Л. О. Поповою,
- 2011 — «Практикум з методики навчання української мови в загальноосвітніх закладах: модульний курс: посібник для студентів педагогічних університетів та інститутів» — спільно з М. І. Пентилюк та З. П. Бакум.